# Allograpta neofasciata
Allograpta neofasciata är en tvåvingeart som beskrevs av Thompson 1989. Allograpta neofasciata ingår i släktet Allograpta och familjen blomflugor. Inga underarter finns listade i Catalogue of Life.